# Монтагью
Монтагью (англ. Montague Island) — остров у входа в пролив Принца Уильяма залива Аляска.
Площадь острова — 790,88 км², что делает его 26-м по величине в Соединённых Штатах Америки. Согласно переписи 2000 года, остров не имеет постоянного населения, что делает его крупнейшим необитаемым островом в Соединённых Штатах. Административно территория Монтагью относится к зоне переписи Чугач.
Остров Монтагью хорошо известен среди спортивных рыболовов из порта Сьюард, как Земля гигантов.